# Лайдл, Кори
Кори Фултон Лайдл (англ. Cory Lidle; 22 марта 1972, Голливуд, Калифорния — 11 октября 2006, Нью-Йорк) — американский праворукий питчер в Главной бейсбольной лиге. Играл за семь разных команд в течение девяти сезонов. Последней его командой была «Нью-Йорк Янкис». После всего четырёх дней после проигрыша его команды в плей-офф 2006 года Лайдл погиб в авиакатастрофе, врезавшись на самолёте в дом в Нью-Йорке.

## Карьера MLB
Дебютировал в лиге 8 мая 1997 года в составе «Нью-Йорк Метс». В качестве питчера провёл 154 игры, выиграв 82 из них. Показатель ERA составил 4,57.

### Клубы
- «Нью-Йорк Метс» — 1997
- «Тампа-Бэй Девил Рейс» — 1999—2000
- «Окленд Атлетикс» — 2001—2002
- «Торонто Блю Джейс» — 2003
- «Цинциннати Редс» — 2004
- «Филадельфия Филльес» — 2004—2006
- «Нью-Йорк Янкис» — 2006

### Награды и достижения
- В 2001 году в Американской лиге занял 10 место по ERA (3.59)
- Питчер месяца Американской лиги, август 2002